# Paperback Writer
«Paperback Writer» es un canción compuesta por Paul McCartney con una pequeña contribución de John Lennon, publicada como sencillo por The Beatles en 1966, lanzado como cara A junto al sencillo Rain. Llegó al número uno en Gran Bretaña, Estados Unidos, República Federal de Alemania, Australia y Noruega. En el Reino Unido era el primer sencillo lanzado por los Beatles que no hablaba de un tema amoroso. Para los Estados Unidos era el segundo, ya que meses antes se había lanzado el sencillo "Nowhere Man". Duró dos semanas como número uno en el Billboard Hot 100, siendo interrumpida por el éxito de Frank Sinatra "Strangers in the Night".
Los videos musicales de este sencillo fueron un gran paso adelante hacia la evolución de este género, ya que "Paperback Writer" junto a su lado B "Rain" son considerados como los primeros videoclips conceptuales, donde la banda aparece recorriendo los jardines de la Chiswick House en Londres y otra versión en donde hacen playback en los estudios de Abbey Road. Ambas versiones fueron presentadas para The Ed Sullivan Show.

## Inspiración y grabación
El sencillo fue compuesto gracias a una tía de McCartney, quien le sugirió que hiciera una canción que no fuera de amor. Pensando en ello, Paul vio a Ringo leyendo un "paperback" (libro de tapa blanda) y de ahí salió la idea.
Otro posible origen de la canción puede ser la competencia de Paul hacia John Lennon, quien había escrito "The Word" (una canción que habla de manera abstracta del amor), y "Nowhere Man" la cual totalmente evita el tema del amor. Además, George Harrison compuso "Think for Yourself", otra canción que no habla del amor y dijo dedicarla al gobierno.
Todas estas canciones son un ejemplo de la madurez que The Beatles estaban adquiriendo y su orientación filosófica, inspirados por Bob Dylan.
La canción fue grabada entre el 13 y 14 de abril de 1966, siendo el bajo uno de los instrumentos más prominentes.
Durante la grabación, Lennon y Harrison bromearon durante gran parte del tiempo. En la segunda estrofa, George y John secundan a Paul cantando "Frère Jacques" (una canción tradicional francesa). Llegan tarde al principio de la tercera estrofa (1:21). Las armonías a 4 voces, mezcladas con chistes y bromas, le dan el sello particular a esta canción.

## Letra
"Paperback Writer" trata de una persona que desea ser escritor de novelas baratas (Encuadernación en rústica).
Envía una carta a una editorial, solicitando que consideren el enorme libro que ha escrito (alrededor de mil páginas), basado en una novela que escribió un tal Lear, haciendo referencia al pintor Edward Lear quien gustaba de escribir poemas y letras de canciones sin sentido.
Da como referencia que el hijo trabaja para el tabloide sensacionalista británico Daily Mail, lo que es un buen trabajo estable, pero él quiere ser un escritor de folletines.
Está desesperado por alcanzar su meta de escritor y ofrece escribir más páginas y alterar el argumento, si la editorial lo desea.

## Personal
El personal usado para "Paperback Writer" aún es motivo de cierta disputa.  En los números de julio de 1990 y noviembre de 2005 de la revista Guitar Player, McCartney afirmó que era él quien tocaba el riff de apertura de la canción con su guitarra Epiphone Casino,  y algunas fotos de la sesión de grabación lo corroboran. En la edición 2005 de su libro Revolution in the Head, Ian MacDonald le dio el crédito de la guitarra solista a Harrison y Kenneth Womack dejó a McCartney solo como bajista y vocalista. Robert Rodriguez y Walter Everett acreditaron a McCartney como intérprete del riff principal, mientras que citan que Harrison "rellenó" como guitarra solista sobre su sección rítmica.
Los créditos son los siguientes:
- Paul McCartney – voz principal y coros, guitarra principal (Epiphone Casino) y bajo (Rickenbacker 4001s).
- John Lennon – pandereta y coros.
- George Harrison – guitarra principal (Gibson SG), guitarra rítmica (Gretsch 6120 Nashville) y coros.
- Ringo Starr – batería (Ludwig Super Classic).

## Posición en las listas
| Año  | País           | Lista               | Posición | Semanas N.º 1 | Semanas en lista |
| ---- | -------------- | ------------------- | -------- | ------------- | ---------------- |
| 1966 | Reino Unido    | Record Retailer     | 1        | 2             | 11               |
| 1966 | Reino Unido    | New Musical Express | 1        | 2             |                  |
| 1966 | Reino Unido    | Melody Maker        | 1        | 4             | 10               |
| 1966 | Estados Unidos | Billboard Hot 100   | 1        | 1 + 1         | 10               |
| 1966 | Estados Unidos | Record World        | 1        | 1             |                  |
| 1966 | Estados Unidos | Cash Box            | 1        | 2             |                  |